# China Daily
China Daily (tiếng Trung: 中国日报; bính âm: Zhōngguó Rìbào, Hán Việt: Trung Quốc nhật báo) là một nhật báo nhà nước bằng tiếng Anh phát hành tại Cộng hòa Nhân dân Trung Hoa.

## Tổng quan
China Daily được thành lập vào tháng 6 năm 1981 và là ấn bản báo chí có lượng lưu thông lớn hơn bất kỳ tờ báo tiếng Anh nào tại Trung Quốc (trên 500.000 tờ, trong đó một phần ba là tại nước ngoài). Tòa soạn của nhật báo nằm ở Quận Triều Dương, Bắc Kinh, và nhật báo cũng có một số văn phòng đại diện tại hầu hết các thành phố lớn của Trung Quốc cũng như một số thủ đô ngoại quốc gồm Washington D.C, Luân Đôn, và Bruxelles. Nội dung của báo được truyền qua vệ tinh để in tại Hoa Kỳ và Châu Âu.
China Daily phát hành từ thứ hai đến thứ bảy tờ báo được đánh giá là công cụ biện hộ bằng tiếng Anh của chính quyền và thường được dùng làm công cụ để biểu thị các chính sách chính thức. Tờ báo tuyên bố rằng họ phục vụ cho số người nước ngoài đang gia tăng tại Trung Quốc, cũng như những người Trung Quốc muốn trau dồi kiến thức tiếng Anh của mình. Chính sách biên tập của báo nói chung cởi mở hơn một cách không đáng kể so với các tờ báo tiếng Trung Quốc. Tôn chỉ của báo là trình bày khách quan về "Trung Quốc và các tin tức về Trung Quốc cho một nhóm độc giả duy nhất và cung cấp các dịch vụ và giải trí đặc biệt thích hợp cho các độc giả." Trong tất cả các báo tại Trung Quốc đại lục, China Daily được ghi nhận là đã từng tuyên bố rằng mình là tờ báo tương đồng với tiêu chuẩn báo chí phương Tây nhất, nhưng tờ báo rõ ràng là vẫn chịu sự kiểm soát nhiều hơn truyền thông quốc tế. Trong lần xuất bản đầu tiên vào ngày 1 tháng 6 năm 1981, hầu hết các nhà báo của nhật báo người Trung Quốc, một vài người trong số họ được đào tạo tại các cơ quan báo chí phương Tây. Hiện nay, hầu hết các biên tập viên vẫn là người Trung Quốc, trong khi những người ngoại quốc được ghi nhận là chỉ để "đánh bóng" khi chỉ có một nhóm nhỏ người làm việc theo các hợp đồng ngắn hạn.
China Daily đã một lần phải đối mặt với cạnh tranh không đến từ quốc tế, đó là khi phiên bản tiếng Anh Global Times của Thời báo Hoàn Cầu được phát hành vào năm năm 2009. Tờ báo này đặc biệt nhắm tới độc giả ngoại quốc, và thường được phát miễn phí tại các khách sạn. Tờ báo nhằm mục đích tới các nhà ngoại giao ngước ngoài và du khách vì tờ báo này chủ yếu là dịch lại các bài báo tiếng Trung.
Bài viết phần lớn phản ánh chính sách đối ngoại của Đảng Cộng sản Trung Quốc. Các biên tập viên của báo dã nói với các biên tập viên ngoại quốc rằng chính sách biên tập của báo là đi theo Đảng và chỉ phê bình những người có thẩm quyền khi họ thực hiện sai các chính sách của Đảng. Mặc dù vậy, một số bài xã luận cũng phê bình một cách nghiêm túc các vấn đề trong và ngoài nước.
Trang trực tuyến của China Daily, ở địa chỉ Chinadaily.com.cn, được mở từ tháng 12 năm 1995, và là một trong số các từ báo chính đầu tiên của Trung Quốc cung cấp bản trực tuyến. Bản tiếng Anh trên trang trực tuyến gồm một diễn đàn bằng tiếng Anh lớn nhất Trung Quốc, cung cấp phương tiện để thảo luận về các chủ đề chính trị, kinh tế, giải trí và học tiếng Anh. Tuy nhiên, quản trị diễn đàn giới hạn việc đăng các chỉ trích về các chính sách của chính phủ và các bình luận không đúng với tôn chỉ của báo.

## Chuyên mục
China Daily có 6 chuyên mục.
1. Prime: Tin chính
2. China: Sự kiện trong nước
3. Focus: Sự kiện nổi bật
4. Life: Giải trí, sự kiện văn hóa và các tin không thuộc dòng chính
5. View: Xã luận và qun điẻm
6. Business: Tin kinh tế

## Các tờ báo khác của Tập đoàn China Daily
Là một Tập đoàn báo chí, Tập đoàn China Daily cũng phát hành 21st Century, Beijing Weekend, China Business Weekly, China Daily Hong Kong Edition, China Daily Asia Weekly, Shanghai Star, và Zhejiang Weekly. The China Daily là thành viên của Asia News Network.